# Cour du Midi
La cour du Midi est une voie du 12e arrondissement de Paris, en France.

## Situation et accès
La cour du Midi est une voie située dans le 12e arrondissement de Paris. Elle débute au 21, cour du Levant et se termine au 53 de la même cour.

## Origine du nom
Cette voie, située dans le quartier international du vin et de l'alimentaire, rappelle les régions viticoles du Midi.

## Historique
La voie est créée dans le cadre de l'aménagement de la ZAC de Bercy et prend sa dénomination actuelle par décret municipal du 5 juillet 1993.